# Герб Любешівського району
Герб Любеші́вського райо́ну — офіційний символ Любешівського району Волинської області, затверджений сесією Любешівської районної ради.

## Опис герба
Герб є відображенням природних особливостей краю. Щит має форму чотирикутника з півколом в основі і співвідношенням сторін 7:8. Головним його елементом у главі щита є зображення у зеленому полі на синій базі в'їзних воріт Любешова, історичної пам'ятки другої половини XVIII століття.
У підніжжі — зображення листя дуба, що символізує силу і окрасу лісів регіону, а також золотистого колосся, що відображає основу життєвого достатку жителів району.